# Ménages parisiens
Pour plus de détails, voir Fiche technique et Distribution.
Ménages parisiens est un film français réalisé par Léonce Perret, sorti en 1910.

## Fiche technique
- Titre : Ménages parisiens
- Réalisation : Léonce Perret
- Scénario : Léonce Perret
- Photographie :
- Montage :
- Producteur :
- Société de production : Société des Établissements L. Gaumont
- Société de distribution : Comptoir Ciné-Location
- Pays d'origine :  France
- Langue : film muet avec les intertitres en français
- Format : Noir et blanc — 35 mm — 1,33:1 — Muet
- Genre :
- Métrage : 135 mètres
- Durée : 4 minutes 30
- Dates de sortie :
  -  France : décembre 1910

## Distribution
- Léonce Perret : Monsieur Leblanc
- Valentine Petit